# Anthaxia collaris
Anthaxia (Haplanthaxia) collaris – gatunek chrząszcza z rodziny bogatkowatych, podrodziny Buprestinae i plemienia Anthaxiini.

## Taksonomia
Gatunek ten został opisany w 1893 przez Charlesa Kerremansa na podstawie pojedynczej samicy ze wschodnich Indii. Samiec pozostaje nieznany. W obrębie rodzaju Anthaxia (kwietniczek) należy do podrodzaju Haplanthaxia, a w nim do grupy gatunków Anthaxia collaris species-group, która to wyróżnia się posiadaniem dużego zęba u nasady pazurków stóp. W obrębie tej grupy gatunek ten wraz z A. auricollis i A. virescens tworzy zachodnią podgrupę gatunków, endemiczną dla subkontynentu indyjskiego i charakteryzującą się kolczastymi paramerami oraz większymi rozmiarami ciała.

## Opis
Ciało samicy długości 4,5 mm, czarne z jaskrawo czerwonymi głową i przedpleczem i żółtobrązowymi członami czułków od 4 do 11. Czoło wypukłe. Krawędzie boczne przedplecza w części tylnej prawie równoległe. Pokrywy 1,8-1,9 razy tak długie jak szerokie, o krawędziach w części wierzchołkowej nieco podgiętych.

## Rozprzestrzenienie
Kwietniczek ten jest endemitem Indii.